# Promenaea
Promenaea es un género de orquídeas con seis especies. Son nativas de las selvas húmedas de Brasil.

## Descripción
El género Promenaea está estrechamente relacionado con Zygopetalum. Su raíces son delgadas, tienen pequeños pseudobulbos ovoides o elípticos, comprimidos lateralmente formando quillas, a veces ocultos en la primera mitad por vainas de la hoja, lisa cuando joven, arrugada después de envejecer, con dos o tres hojas apicales suaves, más o menos planas, acuminadas, atenuadas en la base y acanaladas. Las vainas y hojas son brillantes, de color verde o azul claro. La inflorescencia es basal, horizontal o colgante, racemosa, por lo general, más corta que las hojas, con apenas una o dos flores muy grandes en comparación con el tamaño de la planta.
Las flores son de color amarillo pálido o vivo, teñidas o no de rojo oscuro. Los sépalos y pétalos bien abiertos, son más o menos planos, y diferentes, los sépalos acuminados y la base de los pétalos más elíptica, asimétrica. Poseen un labelo móvil proyectado hacia el frente, unido al pie de la columna por un corto, levemente trilobado, ovalado, con lobos laterales erguidos, y el lobo mediano largo y dos callos. Con cuatro polinias.

## Distribución y hábitat
Promenaea es un grupo de 18 especies epífitas brasileñas, de crecimiento cespitoso, que se encuentran los lugares  más húmedos y oscuros, se alimentan de musgos en las maderas de Serra do Mar y La Mantiqueira.

## Evolución, filogenia y taxonomía
Fue propuesto por John Lindley en 1843, publicado en Edwards's Botanical Register 29: Misc. 13.. La especie tipo es Promenaea stapelioides (Link & Otto) Lindley, formalmente descrita como Cymbidium stapelioides Link & Otto. 

## Etimología
El nombre del género es una referencia a la sacerdotisa griega Promena, tan hermosa como las flores de este género.

## Especies dePromenaea
| - Promenaea acuminata Schltr. (1919) - Promenaea albescens Schltr. (1919) - Promenaea catharinensis Schltr. (1921) - Promenaea dusenii Schltr. (1921) - Promenaea fuerstenbergiana Schltr. (1921) - Promenaea guttata (Rchb.f.) Rchb.f., (1856) - Promenaea lentiginosa (Lindl.) Lindl. (1843) - Promenaea malmquistiana Schltr. (1921) - Promenaea microptera Rchb.f. (1881) - Promenaea nigricans Königer & J.G. Weinm.bis (1995) - Promenaea ovatiloba (Klinge) Cogn. (1906) - Promenaea ovatiloba var. ovatiloba - Promenaea ovatiloba var. robertii L.C. Menezes (1995) - Promenaea paranaensis Schltr. (1921) - Promenaea riograndensis Schltr. (1925) - Promenaea rollissonii (Lindl.) Lindl. (1843) - Promenaea silvana F.Barros & Cath. (1994) - Promenaea sincorana P. Castro & Campacci (1993) - Promenaea stapelioides (Link & Otto) Lindl. (1843) - Promenaea xanthina (Lindl.) Lindl. (1843) |